# Borsonella
Borsonella là một chi ốc biển, là động vật thân mềm chân bụng sống ở biển trong họ Borsoniidae.

## Các loài
Các loài thuộc chi Borsonella bao gồm:
- Borsonella abrupta McLean & Poorman, 1971[2]
- Borsonella agassizii (Dall, 1908)[3]
- Borsonella barbarensis Dall, 1919[4]
- Borsonella callicesta (Dall, 1902)[5]
- Borsonella coronadoi (Dall, 1908)[6]
- Borsonella diegensis (Dall, 1908)[7]
- Borsonella erosina (Dall, 1908)[8]
- Borsonella galapagana McLean & Poorman, 1971[9]
- Borsonella omphale Dall, 1919[10]
- Borsonella pinosensis Bartsch, 1944[11]